# Mali Šenj
Mali Šenj (en serbe cyrillique : Мали Шењ) est un village de Serbie situé dans la municipalité d’Aerodrom (Kragujevac), district de Šumadija. Au recensement de 2011, il comptait 89 habitants.

## Démographie
| 1948 | 1953 | 1961 | 1971 | 1981 | 1991 | 2002 | 2011 |
| ---- | ---- | ---- | ---- | ---- | ---- | ---- | ---- |
| 283  | 279  | 255  | 204  | 157  | 130  | 100  | 89   |

|  |